# Зубков, Виктор Алексеевич (баскетболист)
Виктор Алексеевич Зубков (24 апреля 1937, Ростов-на-Дону — 16 октября 2016, Москва) — советский баскетболист, двукратный вице-чемпион Олимпийских игр: в Мельбурне (1956) и в Риме (1960), трёхкратный чемпион Европы в составе сборной СССР. Один из лучших центровых в истории советского баскетбола. Мастер спорта СССР (1956). Заслуженный мастер спорта СССР (1961).

## Биография
Отец — Алексей Иосифович Зубков (1911—1951). Мать — Ольга Ивановна Зубкова (1914—?). Супруга — Лариса Тимофеевна Зубкова (род. 19 апреля 1938).
Пришёл в баскетбол в 15-летнем возрасте. Занимался в баскетбольной секции ростовского «Буревестника» у тренера Валентины Ивановны Рыбниковой.
В 1955—1956 годах выступал за клуб «Буревестник» (Ростов-на-Дону), в 1957—1967 — за московский ЦСКА.
В 1956 году тренер сборной РСФСР Г. Т. Никитин включил его в состав своей команды, и ростовчанин отлично проявил себя на Спартакиаде народов СССР, где россияне заняли четвертое место. На молодого центрового обратил внимание и старший тренер сборной СССР Степан Спандарян. Он пригласил спортсмена в главную команду страны, готовящуюся к Олимпийским играм в Мельбурне.
В 1956—1963 годах входил в национальную сборную СССР, в 1963 г. был её капитаном. По итогам чемпионата мира в Чили и первенства Европы в Стамбуле (1959) был признан лучшим центровым континента.

По окончании чемпионата мира в Бразилии (1963) он написал статью в журнал «Спортивные игры». Среди прочего в ней были и претензии к главному тренеру команды Александру Гомельскому. В частности, 
«Нельзя же к одним обращаться „Гошенька и Сашенька“, а к другим — даже не по фамилии».
 ЧМ-63 проходил в мае, а уже к осени на ЧЕ-63 во Вроцлаве Зубкова в сборной не было. Он был убран из сборной в 26 лет.
В 1966 году завершил баскетбольную игровую карьеру.
В 1957 году окончил Первый Ростовский автомобильно-дорожный техникум, по специальности техник-строитель. В 1968 году окончил ГЦОЛИФК, специальность — преподаватель физической культуры.
С 1966 по 1975 год — старший преподаватель Военно-инженерной академии имени В. В. Куйбышева, с 1975 по 1979 г. — заместитель начальника кафедры.
С 1979 по 1981 год работал в качестве тренера национальной сборной Республики Мозамбик. После возвращения в Советский Союз до 1994 года снова преподавал в Военно-инженерной академии имени В. В. Куйбышева. Воинское звание — полковник.
С 1994 года на пенсии. Скончался 16 октября 2016 года в Москве. Похоронен на Троекуровском кладбище.

## Спортивные достижения
- Серебряный призёр ОИ 1956, 1960
- Бронзовый призёр ЧМ-63
- Чемпион Европы 1957, 1959, 1961. На ЧЕ-59 был признан лучшим центровым континента.
- Чемпион СССР (1959—1966)
- Победитель Спартакиад народов СССР (1959, 1963)

## Награды
- Орден «Знак Почёта» (16.09.1960) — за успешные выступления в XVII летних и VIII зимних Олимпийских играх 1960 года, а также за выдающиеся спортивные достижения[9]